# GSC4279-1326
GSC4279-1326 — хімічно пекулярна зоря спектрального класу A6, що має видиму зоряну величину в смузі V приблизно  9,6.